# Kãkwã
Kãkwã, Cacua ou Bará-macu é um povo indígena que habita no noroeste da Amazônia, entre os rios  Uaupés, Querarí e Papurí, na Colômbia, próximo à fronteira com o Brasil, dentro do Resguardo indígena Grande Vaupés. Os Kãkwã são aproximadamente 250 pessoas, que falam sua própria língua, que faz parte da família macu e está estreitamente relacionada com a língua nukak.

## Clãs
Cada kãkwã pertence a um clã patrilinear exógamo, com nome de um animal, planta ou objeto cultural. Cada clã faz parte de uma das metades que realizam trocas matrimoniais e que se consideram baih, cunhados ou  primos cruzados bilaterais.

## Caçadores-coletores
Os Kãkwã eram nômades caçadores-coletores e possuíam pequenas hortas itinerantes, quando outros povos chegaram ao Uaupés. A subsistência dos kãkwã dependia da caça. Eles caçavam e ainda caçam diferentes espécies de primatas e pássaros com zarabatanas; queixadas com lanças; e tinamus com laços. Pescavam e pescam com arco e flecha, anzol, armadilhas e barbasco e pegam as enguia-d'água-doce com armadilhas feitas com varas finas e cordas que manipulam dentro dos ninhos, sob as margens dos riachos.

## Subordinação
Por volta de 1882, foi registrado que os antigos habitantes, designados como "Macus", foram submetidos a relações de servidão pelos povos que chegaram nos séculos posteriores. Para 1902, trabajaban para los cubeo, desano y guanano, aunque también cazaban y recolectaban en la selva.  A situação de subordinação e a contínua exploração de sua força de trabalho, provocou uma ideologia de baixa estima em relação ao "macú" e sua língua por parte dos demais indígenas e dos colonizadores.
Embora os kãkwã continuassem a acampar e viajar para a selva e caçar, geralmente residiam nas proximidades das aldeias dos povos indígenas de outras etnias para as quais trabalhavam e até mesmo sob os andares elevados nas casas de seus "senhores".
Em 1970 viviam em três grupos regionais que se autodenominavam, todos como Bára e que além de sua própria língua falavam a de seus respectivos "patrões". Um dos grupos estava localizado ao longo dos afluentes do rio Papurí; eram 69 pessoas pertencentes a dois clãs diferentes, sob "patrões" desasno. O segundo grupo, com 34 indivíduos pertencentes a cinco clãs diferentes, estava localizado ao longo dos igarapés Wacará e Churubi, afluentes dos rios Querarí e Vaupés, e possuía "padrões" Wanano e Cubeo. O terceiro, 21 pessoas que às vezes trabalhavam para os desano, estava localizado nas cabeceiras dos igarapés Carguero e Cucura, no Alto Vaupés.

## Últimas décadas
Em 1966, apenas 19 pessoas do segundo grupo viviam no igarapé Wacará. Duas missionárias evangélicos incentivaram e ajudaram as famílias a se estabelecerem em Wacará. Em 2000, vários grupos kãkwã haviam-se estabelecido definitivamente na vila de Wacará, que fica entre os rios Vaupés e Querarí, cerca de 100 quilômetros a leste de Mitú. A partir daí, a população cresceu à medida que pessoas de grupos que haviam permanecido no interior da selva se juntaram às de Wacará. Em 2009, havia 123 habitantes lá e em 2015, seu número aumentou para 183 pessoas. Outros kãkwã vivem em Nuevo Pueblo, uma aldeia entre os rios Vaupés e Papurí.
Actualmente,os kãkwã do Wacará hoje dependem fundamentalmente da agricultura e produzem principalmente mandioca ou mandioca amarga, inhame, banana, banana, pupunha e outras frutas, embora continuem a caçar, pescar e colher frutos silvestres. Eles superaram a dependência econômica de seus "patrões" anteriores. Agora, a maioria dessa população é kãkwã monolíngue.

## Cosmologia
A cultura tradicional concebe o cosmos como composto de varias camadas ou discos em uma coluna vertical, dividida em três mundos: acima estão Idn Kadmi, a casa do trovão, as estrelas, papa-figos, sanhaço,  tesourinhas, gaviões, urubus-rei e imediatamente acima da terra ficam as casas de caça aka mɨɨ̃ e seus donos que controlam os animais e sua abundancia. No meio neste mundo, os humanos compartilham a terra com plantas, animais, e com demônios (nemep) e monstros (yehep). No mundo de abaixo vive o povo da fruta umarí, peixes e outros animais muito pequenos. O sol cruza o céu desse mundode oeste para leste e os rios vão de leste pata oeste. Quando é noite no nosso mundo, lá é dia. O conjunto dos três mundos do cosmos está envolto portam pele e tem forma de ovo, porem ninguém sabe o que está por trás dessa pele.
Normalmente só podemos ver os seres dos otros mundos quando eles se apresentam neste mundo, e humanos podem viajar a outro mundo somente nas viagens espirituais deliberadas de aquele que aprende as artes do xamã, que também aprende a curar restaurando el equilibrio entre a tsa?litna do sol, carne e sangue) e a kama?litna da agua, tierra, floresta e suas frutas, das quais vem o elu, uma capa ou aura que protege cada pessoa e deve envolver a todo indivíduo sadio. Na curação o xamã remove a causa da doença e renova o elu que fortalece o espírito e da a saúde.